# 8682 Kräklingbo
(8682) Kräklingbo, denumire internațională (8682) Kraklingbo, este un asteroid din centura principală de asteroizi.

## Descriere
8682 Kräklingbo este un asteroid din centura principală de asteroizi. A fost descoperit pe 2 martie 1992 la Observatorul La Silla în cadrul programului UESAC. Asteroidul prezintă o orbită caracterizată de o semiaxă mare de 3,14 ua, o excentricitate de 0,15 și o înclinație de 1,0° în raport cu ecliptica.